# Schiena

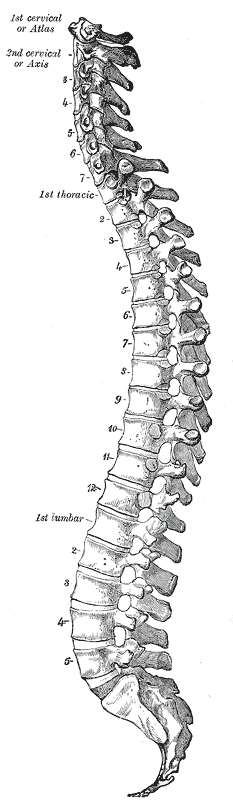
La colonna vertebrale è una parte dello scheletro della schiena.

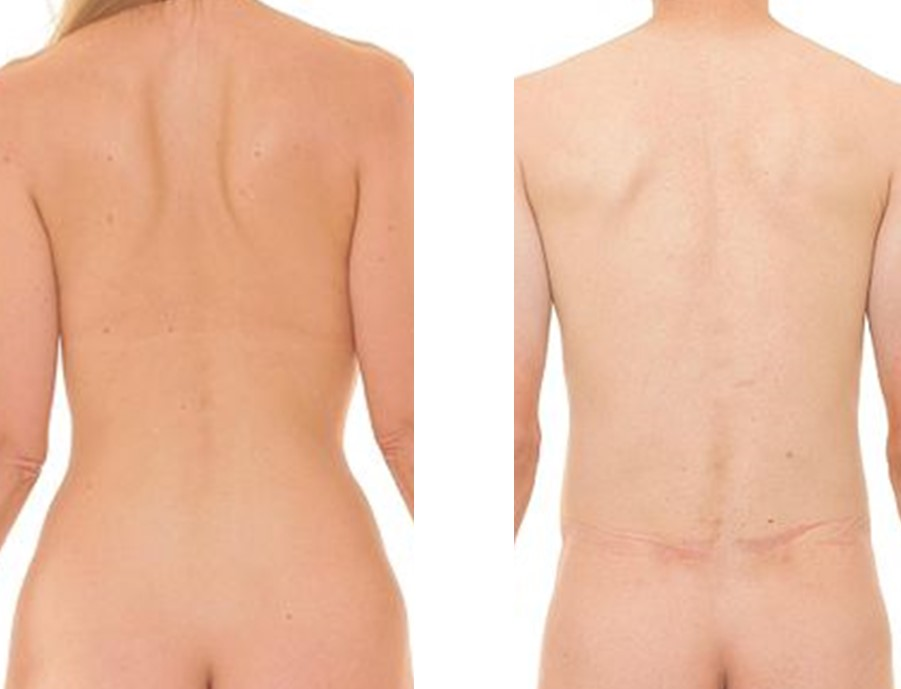
Schiena umana femminile (sinistra) e schiena umana maschile (destra)

La schiena, anche chiamata dorso, è la parte posteriore dell'organismo umano i cui limiti sono superiormente il collo e inferiormente i glutei. L'etimologia della parola schiena è da ricercarsi nel longobardo skena, termine che appunto indicava, presso gli antichi popoli germanici, la suddetta parte del corpo umano, mentre la parola "dorso" deriva dal latino dorsum.

## L'anatomia della schiena
Lo scheletro della schiena, importante oltre che per il movimento di essa per il sostegno dell'intero organismo, è formato da due parti fondamentali: la colonna vertebrale e le scapole.
- La colonna vertebrale consiste in una pila di segmenti ossei, le vertebre, articolati tra di loro tramite una serie di dischi cartilaginei interposti. Si vuole dividere queste ossa in cinque gruppi: dall'alto al basso, essi sono quello delle vertebre cervicali, delle toraciche, delle lombari, delle sacrali e delle coccigee; le dimensioni delle vertebre aumentano dal primo gruppo all'ultimo, in quanto cresce in questo stesso senso anche il peso corporeo che esse devono sopportare. Oltre alla funzione di sostegno, la colonna vertebrale svolge poi anche quella di protezione del midollo spinale, un'importante ramificazione del sistema nervoso centrale passante al suo interno.
- Le scapole, una coppia di ossa piatte e triangolari posizionate simmetricamente rispetto alla colonna vertebrale nella parte alta della schiena, sono elementi costitutivi dei cosiddetti cinti o cingoli scapolari, due gruppi di tre ossa ciascuno (una scapola, un omero e una clavicola) aventi la funzione di muovere le spalle e quindi gli arti superiori. Oltre a ciò, le scapole forniscono una resistente protezione ossea ai polmoni, che si trovano più in profondità rispetto ad esse, e all'intera schiena.

Nonostante la sua vasta estensione, solo cinque sono i muscoli che ricoprono la schiena, anch'essi molto ampi: il trapezio, i grandi dorsali e gli infraspinati.
- Il trapezio è il grande muscolo trapezoidale che si estende dalla nuca alla penultima vertebra toracica, unendosi tramite i tendini alle clavicole e alle scapole. Il suo ruolo è quello di muovere le spalle e la testa, facendo alzare ed abbassare ognuna di queste parti; ad una contrazione del trapezio corrisponde perciò un movimento all'indietro del capo ed un innalzamento delle spalle e, com'è ovvio, ad una sua distensione corrispondono moti opposti.
- I grandi dorsali sono i più grandi muscoli della schiena, e contemporaneamente alcuni dei più grandi dell'organismo umano: essi la ricoprono infatti per tutta la sua lunghezza, dall'osso sacro, formato dall'unione di tutte le vertebre sacrali, alle vertebre toraciche, estendendosi fino alle ascelle. Essi si possono considerare i muscoli antagonisti degli addominali: infatti, mentre questi ultimi si contraggono incurvando la schiena in avanti, essi si distendono; contrariamente, quando gli addominali si distendono, il movimento contrattorio dei grandi dorsali fa sì che la schiena si raddrizzi o curvi all'indietro.
- Gli infraspinati sono due muscoli simmetrici come i grandi dorsali, ma si trovano poggiati sulle scapole poco più sotto del trapezio. I tendini collegano questi due importanti muscoli con gli omeri corrispondenti, cosicché ad ogni loro contrazione corrisponda un movimento all'indietro del braccio e ad ogni loro rilassamento, invece, uno in avanti.

Al contrario del sistema linfatico e di quello cardio-circolatorio, che non hanno importanti organi nella schiena, come già detto uno dei più importanti settori del sistema nervoso risiede in questa parte del corpo: il midollo spinale. Esso rappresenta la più grande via nervosa periferica, dalla quale si dipartono e giungono i nervi provenienti da tutto l'organismo.

## Patologia
Genericamente indicate col nome di mal di schiena, le patologie inerenti alla suddetta parte del corpo sono numerose e differenti, in quanto possono colpire tanto le ossa quanto i muscoli e i dischi cartilaginei della spina dorsale.
Una delle più famose è senz'altro la scoliosi, malattia che colpisce le vertebre: alla presenza di questo malanno, esse tendono a spostarsi dal loro asse verticale e a posizionarsi in maniera ricurva, formando delle convessità. A ciò si accompagnano due altri effetti: la deformazione della gabbia toracica, le cui costole sono unite alle vertebre, che può causare un aumento di pressione sugli organi interni (come il cuore o i polmoni) ed un loro successivo malfunzionamento, ed un ulteriore aumento della curvatura della spina dorsale dovuto alla cattiva suddivisione del carico di peso sulle varie vertebre.
Meno famosa, ma non per questo meno invalidante, è la malattia di Scheuermann, che colpisce le vertebre dorsali e provoca un aumento della cifosi.
Un'altra temuta malattia è l'ernia del disco, che colpisce appunto i dischi cartilaginei della colonna vertebrale; essa si origina nel momento in cui, a causa di cattive posture, la cartilagine intervertebrale comprime i fasci nervosi attraversanti le vertebre causando la comparsa del dolore.
Infine ricordiamo che le contratture muscolari del trapezio e dei grandi dorsali possono causare la deformazione dei dischi e delle ossa, costringendo ciascuna di queste parti ad una posizione innaturale.